# Burza nad Pacyfikiem (film)
Burza nad Pacyfikiem (jap. ハワイ・ミッドウェイ大海空戦 太平洋の嵐 Hawai Middowei daikaikûsen: Taiheiyô no arashi) – japoński historyczny dramat wojenny z 1960 nakręcony w kolorze (Eastmancolor). Reżyserem filmu jest Shūe Matsubayashi.
Burza nad Pacyfikiem to pierwszy kolorowy film wojenny japońskiej wytwórni filmowej Tōhō. Za efekty specjalne odpowiedzialny był Eiji Tsuburaya – twórca licznych japońskich filmów fantastycznonaukowych, współtwórca serii „Godzilla” oraz główny twórca „Ultra Serii”. 
Niektóre sceny filmu zostały wykorzystane w amerykańskim filmie wojennym Bitwa o Midway z 1976 w reżyserii Jacka Smighta.

## Fabuła
Porucznik Koji Kitami jest pilotem japońskich sił powietrznych, stacjonującym na pokładzie lotniskowca Hiryū. 7 grudnia 1941 bierze udział w ataku na amerykańską bazę floty i lotnictwa w Pearl Harbor. Porucznik Kitami dzielnie i odważnie wykonuje kolejne zadania, takie jak bombardowania alianckich okrętów i wysp oraz walki powietrzne z amerykańskimi samolotami, ale jego pewność co do poczynań japońskiego rządu zostaje zachwiana po tym, jak japońska marynarka wojenna zostaje w dniach 4–7 czerwca 1942 pokonana przez Amerykanów w bitwie pod Midway podczas wojny na Pacyfiku toczonej w czasie II wojny światowej.

## Obsada
- Yosuke Natsuki jako porucznik Koji Kitami
- Toshirō Mifune jako kontradmirał Tamon Yamaguchi
- Makoto Satō jako porucznik Matsuura
- Kōji Tsuruta jako porucznik Tomonari
- Misa Uehara jako Keiko
- Takashi Shimura jako Tosaku
- Jun Tazaki jako kapitan na Hiryū
- Akihiko Hirata jako oficer na Hiryū
- Hiroshi Koizumi jako pilot
- Susumu Fujita jako admirał Isoroku Yamamoto

i inni.